# Dơi tai cánh ngắn
Dơi tai cánh ngắn (danh pháp hai phần: Myotis horsfieldii) là một loài động vật có vú trong họ Dơi muỗi, bộ Dơi. Loài này được Temminck mô tả năm 1840.